# Martinet verd
El martinet verd (Butorides virescens) és una espècie d'ocell de la família dels ardèids (Ardeidae) que habita rius, llacs, llacunes, aiguamolls, pantans i manglars, des del sud-est del Canadà, meitat oriental dels Estats Units i Califòrnia, Mèxic, Amèrica Central, Bahames i Antilles.